# Геннінг Свенссон
Геннінг Свенссон (швед. Henning Svensson, 19 жовтня 1891 — 23 січня 1979) — шведський футболіст, що грав на позиції захисника за клуб «Гетеборг» та національну збірну Швеції.
По завершенні ігрової кар'єри — тренер.

## Клубна кар'єра
У дорослому футболі дебютував 1912 року виступами за команду «Гетеборг», кольори якої і захищав протягом усієї своєї кар'єри гравця, що тривала дванадцять років. 

## Виступи за збірну
1912 року дебютував в офіційних матчах у складі національної збірної Швеції.
Включався до заявки збірної на футбольні турніри на Олімпійських іграх 1912 року в Стокгольм і Олімпійських іграх 1920 року в Антверпені. Утім на обох змаганнях лишався запасним гравцем.
Загалом протягом кар'єри в національній команді, яка тривала 12 років, провів у її формі 20 матчів.

## Кар'єра тренера
Розпочав тренерську кар'єру невдовзі по завершенні кар'єри гравця, 1924 року, очоливши тренерський штаб клубу «Гетеборг», з яким працював до 1929. Згодом ще двічі, протягом 1931–1932 і частини 1943 року, повертався на тренерський місток рідної команди.
Протягом тренерської кар'єри також очолював команду «Фалькенбергс ФФ».
Помер 23 січня 1979 року на 88-му році життя.
| Дата       | Місто      | Господарі | Результат | Гості          | Турнір           | Голи | Примітки                                 |
| ---------- | ---------- | --------- | --------- | -------------- | ---------------- | ---- | ---------------------------------------- |
| 16-6-1912  | Осло       | Норвегія  | 1 – 2     | Швеція         | товариський матч | -    |                                          |
| 26-10-1913 | Осло       | Норвегія  | 1 – 1     | Швеція         | товариський матч | -    |                                          |
| 10-6-1914  | Стокгольм  | Швеція    | 1 – 5     | Англія         | товариський матч | -    | Збірна Англії складалася лише з аматорів |
| 31-10-1915 | Стокгольм  | Швеція    | 0 – 2     | Данія          | товариський матч | -    |                                          |
| 4-6-1916   | Копенгаген | Данія     | 2 – 0     | Швеція         | товариський матч | -    |                                          |
| 20-8-1916  | Стокгольм  | Швеція    | 2 – 3     | США            | товариський матч | -    |                                          |
| 2-6-1918   | Копенгаген | Данія     | 3 – 0     | Швеція         | товариський матч | -    |                                          |
| 15-9-1918  | Осло       | Норвегія  | 2 – 1     | Швеція         | товариський матч | -    |                                          |
| 20-10-1918 | Гетеборг   | Швеція    | 1 – 2     | Данія          | товариський матч | -    |                                          |
| 24-8-1919  | Стокгольм  | Швеція    | 4 – 1     | Нідерланди     | товариський матч | -    |                                          |
| 14-9-1919  | Гетеборг   | Швеція    | 1 – 5     | Норвегія       | товариський матч | -    |                                          |
| 12-10-1919 | Стокгольм  | Швеція    | 3 – 0     | Данія          | товариський матч | -    |                                          |
| 6-6-1920   | Стокгольм  | Швеція    | 0 – 1     | Швейцарія      | товариський матч | -    |                                          |
| 9-7-1922   | Стокгольм  | Швеція    | 1 – 1     | Угорщина       | товариський матч | -    |                                          |
| 13-8-1922  | Стокгольм  | Швеція    | 0 – 2     | Чехословаччина | товариський матч | -    |                                          |
| 24-9-1922  | Осло       | Норвегія  | 0 – 5     | Швеція         | товариський матч | -    |                                          |
| 1-10-1922  | Копенгаген | Данія     | 1 – 2     | Швеція         | товариський матч | -    |                                          |
| 21-5-1923  | Стокгольм  | Швеція    | 2 – 4     | Англія         | товариський матч | -    |                                          |
| 10-6-1923  | Гетеборг   | Швеція    | 4 – 2     | Австрія        | товариський матч | -    |                                          |
| 29-6-1923  | Стокгольм  | Швеція    | 2 – 1     | Німеччини      | товариський матч | -    |                                          |
| Усього     |            | Матчів    | 20        |                | Голів            | 0    |                                          |